# Sean Durkin

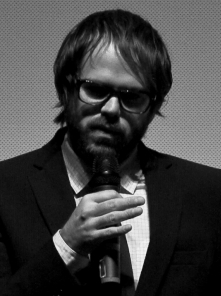
Sean Durkin (2011)

Timothy Sean Durkin (* 9. Dezember 1981 in Kanada) ist ein kanadisch-amerikanischer Filmregisseur, -produzent und Drehbuchautor.

## Leben
Durkin wurde in Kanada geboren, ist wenig später nach England gezogen, in Nord-London und Surrey aufgewachsen, bis seine Familie nach Manhattan gezogen ist, als er 12 war. Durkin absolvierte an der Kent School in Kent, Connecticut im Jahr 2000 seinen Schulabschluss. 2005 beendete er sein Studium an der Tisch School of the Arts an der New York University. Er zog 2008 nach Williamsburg in Brooklyn.
2012 nahm er an der Greatest-Films-of-All-Time-Umfrage von Sight & Sound teil, in der er seine zehn Lieblingsfilme vorstellte: Drei Frauen, Die Vögel, Der große Irrtum, Die Goonies, Der weiße Hai, Panik im Needle Park, Persona, Die Klavierspielerin, Rosemaries Baby und Shining.
Durkin ist mit den Regisseuren Antonio Campos und Josh Mond einer der Gründer von Borderline Films.

## Filmografie (Regisseur)
- 2006: Doris (Kurzfilm)
- 2010: Mary Last Seen (Kurzfilm)
- 2011: Martha Marcy May Marlene
- 2013: Southcliffe (Miniserie)
- 2020: The Nest – Alles zu haben ist nie genug (The Nest)
- 2023: Dead Ringers – Die Unzertrennlichen (Dead Ringers, Fernsehserie, Episode 1,2 und 6)
- 2023: The Iron Claw